# 象印マホービン
象印マホービン株式会社（ぞうじるしマホービン、英: Zojirushi Corporation）は、大阪府大阪市北区天満一丁目に本社を置く、魔法瓶を中心に炊飯器、電気ポット、ホットプレートなどの調理器具の製造販売を行う電機メーカー。
現在のコーポレート・スローガンは「きょうを、だいじに。」である。

## 概要
市川金三郎・市川銀三郎兄弟が1918年（大正7年）、大阪で魔法瓶を製造する「市川兄弟商会」を創業し、魔法瓶の内瓶を製造した。1948年（昭和23年）に法人改組した後、本格的に魔法瓶の製造と販売を開始した。
現在は魔法瓶、炊飯器、電気ポット、ホットプレートなど家庭用調理器具、空気清浄機、業務用炊飯器、保温ジャーなどを製造し、IH炊飯器とジャーポットの市場占有率は日本国内1位である。
社名の象は、創業当時は東南アジアなどへの輸出を重視しており、日本語の通じない海外でも一目で自社製品だと伝わるシンボルマークが必要だったため、象が現地の人にも親しみやすく、神聖視されていることや寿命が長く家族愛も強いことから採用に至ったとしている。そのため、1958年まで象に王冠を載せたロゴマークと「ELEPHANT&CROWN」を商標登録していた。現在はみどり会の会員企業で、三和グループに属している。
なお、同じ大阪府に本社を置く象印チェンブロック株式会社とは特に関係がない。

## 沿革
- 1918年（大正7年）5月10日 - 魔法瓶の内瓶の製造を目的に市川兄弟商会を創業する。
- 1948年（昭和23年）12月29日 - 株式会社協和製作所を設立。魔法瓶の製造・販売を開始する。
- 1953年（昭和28年）6月 - 商号を協和魔法瓶工業株式会社に変更する。
- 1961年（昭和36年）11月20日 - 商号を象印マホービン株式会社に変更する。
- 1972年（昭和47年）12月 - 営業販売部門を象印株式会社として独立。
- 1986年（昭和61年）
  - 6月23日 - コーポレートアイデンティティを導入し、現在のロゴである ZOJIRUSHI に変更する。従来の「象」マークは大阪本社と大阪工場の壁面に残されたが、それら以外は簡略化したものにマイナーチェンジされ、2009年夏頃からCIロゴに添付される。
  - 9月25日 - 大阪証券取引所市場第2部に上場する[注 1]。
- 2013年（平成25年）7月16日 - 大阪証券取引所と東京証券取引所との現物株市場統合に伴い、東京証券取引所第2部に上場する。
- 2016年（平成28年） - アンテナショップ「象印食堂」の展開を開始[9]。
- 2018年（平成30年）2月5日 - 東京証券取引所第1部に上場する[10]。

## 事業所等
- 本社 - 大阪市北区天満1-20-5 UR天満橋北住宅1 - 4階
- 本社別館 - 大阪市北区天満1-19-9
- 東京支社 - 東京都港区南麻布1-6-18
- まほうびん記念館[11]

企業博物館として本社1階に設置されている。完全予約制である。
その他の支店などは事業所一覧を参照。

## 取扱商品
- 炊飯器
- 電気ポット・ケトル
  - 優湯生 - 2009年発売[12]。
- 家庭用精米器
- オーブンレンジ
  - 2022年9月に「EVERINO（エブリノ）」の愛称で参入。また、機能の追加、レシピブックの同梱、カラーリングを変更したモデルを「STAN.」シリーズの一機種として同時発売された[13]。
- オーブントースター
- ステンレス鍋
- グリル鍋
- ホットプレート
- コーヒーメーカー
- ホームベーカリー
- ミキサー
- 食器洗浄機
- 空気清浄機
- 加湿器
- 除湿機
- ステンレス水筒

など。
魔法瓶タイプの電気ポットに付記するVEマーク (Vacuum Electric) は、競合他社のタイガー魔法瓶と共有する登録商標（日本第4713275号）である。
- i-Pot（アイポット）

通信機能付きの電気ポット。給湯などの使用状況をメールで通知し、過去1週間分の状況は専用ウェブサイトで確認できる。2008年5月21日にFOMAネットワークを使用してVE電気まほうびんを採用した後継機種が発売された。
利用には「みまもりほっとライン」の契約が必須でポットはレンタル品である。設置後5日以内に通信不可が判明した場合は無条件で解約が可能である。
本製品の発売は2001年3月で、AppleのiPod（アイポッド）は2001年11月の発売である。「i-Pot」は第4578151号、「みまもりほっとライン」は第4350528号ほか1件で象印マホービンが商標登録している。

## 宣伝戦略
元々は大阪に本社を置く企業であったものの、1948年の改組と時期を同じくして、東京都港区南麻布に支店（現在は支社）を構えた経緯に加え、1960年に開局した、テレビ朝日との関係が強いことで知られる。
1998年には社名にかけた、7頭の象が会議をするテレビCM「VE真空電動ポット・パオー　開発会議篇」を放映した。なおこのCMは会議室となる部屋に実際に7頭の象を集めて撮影された。15秒分のCM撮影に計28時間を要したという。
2020年5月から「きょうを、だいじに。象印」をキャッチコピーに掲げ新CMシリーズ放映を開始。新イメージキャラクターに安藤サクラ、奈緒、箭内夢菜を起用。三姉妹という設定で「象印姉妹」を演じている。また、俳優の滝藤賢一を三姉妹の叔父さん役に迎え「象印姉妹」TV-CMシリーズのスピンオフ企画として、WEB動画「象印叔父さん」シリーズを公開。三女の彼氏役には青木柚を起用した。その他、炎舞炊きのCMに2022年５月より俳優の阿部寛を起用している。
過去に栗原小巻、竹下景子、楠田枝里子、石原真理（当時・真理子）、小林千登勢、小林亜星、桂三枝（現・六代目桂文枝）、左とん平、前川清、西城秀樹、ダークダックス、タモリ、三浦洋一、千昌夫・ジョーン・シェパード夫妻（当時）、萬田久子、矢崎滋、賀来千香子、川越美和、岩下志麻、桃井かおり、杉本哲太、木村文乃、尾野真千子などを起用した。
企業キャラクター
企業キャラクターは社名と同じく象を採用している。1923年の商標登録以降、都度デザインが変更されて現在はイラストレーター安斎肇がデザインしたものである。

### 歴代のキャッチフレーズ
- 暮らしの夢をあたためる象印マホービン
- サーモテクノでくらしを創る象印マホービン(1986〜1990)
- 多彩な生活快感を提案します 象印(1990〜2000)
- 日常生活発想 ZOJIRUSHI(2001〜2017)
- ずっと もっと 象印らしく 100 ZOJIRUSHI（創業100周年を迎えた2018年のみ）
- きょうを、だいじに。象印(2019〜)

### 提供番組

#### 現在（主に30秒）
- ウワサのお客さま（フジテレビ系列）
- バナナマンのせっかくグルメ!!・坂上&指原のつぶれない店（TBS系列）※20時台
- 火曜は全力!華大さんと千鳥くん（関西テレビ制作・フジテレビ系列）
- ガイアの夜明け（テレビ東京系列）※2009年1月より
- テレビ朝日系水曜刑事ドラマ （テレビ朝日系列）※2024年7月より

#### 過去
- 1960年7月3日 - 1995年3月19日 NETテレビ、テレビ朝日系列（近畿広域圏は毎日放送[注 3]、朝日放送[注 4]）で放送された一社提供枠。
  - 象印歌のタイトルマッチ（音楽番組）
  - 象印スターものまね大合戦（バラエティ番組。優勝者に「象印賞」が贈られた。司会は玉置宏）
  - 象印ヒット作戦 1!2!3!（音楽番組）
  - 象印ライバル対抗大合戦!（バラエティ番組）
  - 象印クイズ ヒントでピント（クイズ番組。ゲストパネラーに象印商品が、高得点をあげた場合に「象印賞」が贈られた）
  - 象印ニュースクイズ パンドラタイムス（クイズ番組）
- 象印スター対抗大乱戦（フジテレビ系列で放送されたバラエティ番組。「ポットチーム」と「ジャーチーム」に分かれた出演者が「ゲーム」「クイズ」「物まね」で点数を競う番組。司会は玉置宏）
- ゴールデンナイター・阪神タイガース対読売ジャイアンツ戦（朝日放送制作・テレビ朝日系列、阪神甲子園球場で行われ年数回原則として水曜日か日曜日に原則として60秒流れ提供していた）
- よみうりテレビ制作木曜9時枠連続ドラマ（よみうりテレビ制作・日本テレビ系列、テレビドラマ、放送終了）
- ザ・スーパーサンデー（テレビ朝日系列、放送終了）
- 水曜ドラマ（日本テレビ系列、恐らく1990年代後半頃）
- 伊東家の食卓（日本テレビ系列、放送終了）
- 神出鬼没!タケシムケン（テレビ朝日系列、放送終了）
- 金曜ドラマ（TBS系列、1972年頃）
- TBS金曜8時枠の連続ドラマ（TBS系列）
- どうぶつ奇想天外!（TBS系列、放送終了）
- 学校へ行こう!MAX（TBS系列、2008年4月期のみ放送、放送終了）
- モクスペ（19時台に秋田放送と福井放送のみ[注 5]。放送終了）
- 関口宏の東京フレンドパークII（TBS系列、2009年4月 -。『どうぶつ奇想天外!』からの提供枠移動。）[注 6]
- サプライズ（木曜後半、秋田放送と福井放送のみ[注 5]。『モクスペ』19時台からの提供枠移動。放送終了）
- みのもんたの朝ズバッ!（TBS系列、2009年4月 -。7時台の隔日提供。CM放送時間は30秒。2009年4月〜2010年3月は月 - 金帯提供だった。放送終了）
- 世界バレー2010（TBS系列、同大会の期間中に数回30秒CMで番組提供）
- 知っとこ!（毎日放送制作・TBS系列、2011年1月 -。CM放送時間は30秒。2011年4月改編で降板、放送終了）
- さんまのSUPERからくりTV（TBS系列、2011年4月 - 2012年9月、放送終了）
- クイズプレゼンバラエティー Qさま!!（テレビ朝日系列、2012年4月 - 2016年9月）
- ミュージックステーション（テレビ朝日系列）
- 帰れまサンデー（テレビ朝日系列、2016年10月 - 放送終了）
- おかずのクッキング（テレビ朝日系列、平日の帯番組だった1990年代後半頃に一社提供していた。関東など地域によっては2022年3月の放送終了までスポンサーとなっていた）
- ドラえもん（テレビ朝日系列、2022年10月）
- 爆買い☆スター恩返し（フジテレビ系列、2023年4月 - 同年9月まで、それまで提供してきたMAZDAから引き継いだ）
- 満天☆青空レストラン（日本テレビ系列、2011年4月 - 2023年3月）
- ポツンと一軒家（朝日放送制作・テレビ朝日系列）

### モータースポーツ
2005年より中嶋悟率いるナカジマレーシングを支援する。2014年から中嶋の息子でレーシングドライバーの中嶋一貴と大祐兄弟のパーソナルスポンサーも務めている。

## テレビ番組
- 知られざるガリバー〜エクセレントカンパニーファイル〜（2022年5月21日、テレビ東京）- 社長 市川典男出演[21][22]。
- 日経スペシャル カンブリア宮殿 多機能よりも“本質”に特化!象印流ものづくりに迫る!（2023年9月14日、テレビ東京）- 社長 市川典男出演[23][24]。